# Ferenczy Imre
Ferenczy Imre (Tokod, 1932. július 25. – 2023. szeptember 1.) magyar orvos, eszperantista, a Magyar Országos Eszperantó Tanács egyik alapító tagja. Ő a legidősebb magyar eszperantista, aki 1950-től 2022-ig aktív volt a magyar és a nemzetközi mozgalmakban megszakítás nélkül. Összesen 39 UK-n vett részt, így ebben is magyar eszperantista rekorder.

## Életpályája
Középiskolai tanulmányokat az esztergomi Szent István Gimnáziumban folytatott. Felsőfokú tanulmányait előbb a szegedi egyetemen, majd a budapesti Orvostudományi Egyetemen végezte, 1957-ben nyert általános orvosi diplomát. Első munkahelye 1957–1960 között a parádfürdői kórház belgyógyászati osztálya volt, majd egy évre a péceli MÁV-kórházba került. 1961–1998 között a győri vasúti csomópont üzemi főorvosaként dolgozott.
Az eszperantó nyelvet 1950-ben tanulta meg, kapcsolatba került a hazai eszperantó mozgalom kiválóságaival, köztük Baghy Gyula, Balkányi Pál, Márton Lajos, Kalocsay Kálmán.
1955–1960 között a Magyar Eszperantó Szövetség ifjúsági tagozatának elnöke, 1962–1970 között a Nemzetközi Vasutas Eszperantó Szövetség ifjúsági szekciójának a vezetője. Az Orvos-Egészségügyi Eszperantó Világszövetségnek (UMEA) 1973–1985 között titkára, 1985–2012 között elnöke volt. 2012 július hónapban az UMEA kongresszusán Opava városban a szervezet tiszteletbeli elnökévé (honora prezidanto) választották.
1978-ban Várnában UMEA-Shinoda emlékérmet kapott kiemelkedő orvos-eszperantó tevékenységéért. Az Eszperantó Világszövetség (Universala Esperanto-Asocio) tiszteletbeli tagja 2003-tól, az UEA Komitato tagja. 1973–2009 között minden évben jelen volt az UEA által rendezett évenkénti eszperantó világkongresszusokon. Így többi között járt az európai országokon kívül Kubában, a Koreai Köztársaságban, Ausztráliában, Izraelben, Brazíliában, Kínában és Japánban.
1998-ban az Amerikai Egyesült Államokban járt tanulmányúton meghívás alapján, ahol az egészségügyi ellátást tanulmányozta.
1963–2006 között – 43 éven át megszakítás nélkül – a Győri MÁV DAC (most Integrál DAC) sportorvosa. 2007. október 13-án Budapesten a Semmelweis Orvostudományi Egyetemen jubileumi arany diplomát kapott abból az alkalomból, hogy 50 évvel ezelőtt (1957-ben) avatták orvosdoktorrá. 2017-ben az egyetemtől gyémántdiplomát kapott.
1989-ben megalakította a Nemzetközi Vasutas Rádióamatőr Szövetség (a FIRAC) magyar tagozatát, melynek 2010-ig elnöke volt, jelenleg alelnök. Rádióamatőr, hívójele: HA1UD. "Vasútorvos voltam" címmel 2012 nyarán könyve jelent meg, melyben életútja olvasható.

### Családja
Nős, egy gyermeke van, Imre-Gábor (1966).

## Könyvek, szótárak
- Vasútorvos voltam – 2012
- Eszperantó Orvosi Szakszótár – 2009[5]

## Díjak, elismerések
- Pro Esperanto elismerés – 1990
- A Magyarországi Eszperantó Szövetség tiszteletbeli tagja – 1994
- Zamenhof emlékérem – 1987
- Semmelweis Orvostudományi Egyetem:

Arany-diploma – 2007, Gyémánt-diploma – 2017, Vas-diploma – 2022
- Vasutas Kultúráért emlékérem – 2009
- Az UEA tiszteletbeli tagja – 2003